# Cape Cod National Seashore
Cape Cod National Seashore (CCNS) é uma área protegida (com a categoria "National Seashore" ou "costa nacional") localizada em Cape Cod, Massachusetts, nos Estados Unidos. Como área protegida foi criada em 7 de agosto de 1961 pelo presidente John F. Kennedy.
É o local onde surgiram as primeiras colonizações de povoações americanas, próximas a Plymouth.